# Чемпионат мира по международным шашкам среди мужчин 2019
Чемпионат мира по международным шашкам среди мужчин 2019 года — соревнование, которое проходило с 14 сентября по 3 октября в Ямусукро (Кот-д’Ивуар) по круговой системе. Не принял участия чемпион мира 2016 и 2018 годов Рул Бомстра, также отказался от участия получивший путёвку по итогам чемпионата Европы Евгений Ватутин (Беларусь). Главный арбитр — голландец Франк Тер. Призовой фонд 20 000 евро.
Чемпионом мира стал россиянин Александр Георгиев, набравший 28 очков. Это его десятый титул. По 27 очков набрали представитель Латвии Гунтис Валнерис и представитель Китая 15-летний Пань Имин. Серебро получил Пань Имин по лучшему результату с участниками в порядке занятых мест. Бронзовым призёром стал Гунтис Валнерис.

## Регламент
Турнир проводился по круговой системе. Контроль времени 1 час 20 минут плюс минута за ход. Ничья по взаимному согласия фиксировалась в случае, если обе спортсмена сделали по 40 ходов. В противном случае обеим участникам присуждается 0 очков.
Итоговое место определялось по сумме очков. В случае равенства очков место определялось:
1. по наибольшему количеству побед
2. по результату личных встреч
3. по лучшему результату с участниками в порядке занятых мест (выше будет тот, кто сыграл лучше с соперником, занявшим более высокое место).

В случае, если бы эти критерии не позволяли определить место участников, для определения мест с 1 по 3 был бы проведён один тай-брейк по системе Леманна—Георгиева (15 минут плюс 2 секунды за ход на все партии до победы одного из соперников), а начиная с 4 места участникам присваивалось бы одинаковое место.

## Участники
|    | Звание | Участник               | Страна      | Примечания                                      |
| -- | ------ | ---------------------- | ----------- | ----------------------------------------------- |
| 1  | GMI    | Александр Шварцман     | Россия      | Чемпион мира 2017 года                          |
| 2  | GMI    | Алексей Чижов          | Россия      | Серебряный призёр чемпионата мира 2017 года     |
| 3  | GMI    | Жюль Атсе              | Кот-д’Ивуар | Обладатель путёвки по итогам Чемпионата Африки  |
| 4  | GMI    | Н’Диага Самб           | Сенегал     | Обладатель путёвки по итогам Чемпионата Африки  |
| 5  | MF     | Ландри Нга             | Камерун     | Обладатель путёвки по итогам Чемпионата Африки  |
| 6  | CMF    | Кассим Суаре           | Мали        | Обладатель путёвки по итогам Чемпионата Африки  |
| 7  | GMI    | Гуно Бурлесон          | Суринам     | Обладатель путёвки по итогам Чемпионата Америки |
| 8  | GMI    | Аллан Силва            | Бразилия    | Обладатель путёвки по итогам Чемпионата Америки |
| 9  | GMI    | Пань Имин              | Китай       | Обладатель путёвки по итогам Чемпионата Азии    |
| 10 | MI     | Цэрэнбямбын Отгонбилэг | Монголия    | Обладатель путёвки по итогам Чемпионата Азии    |
| 11 | GMI    | Михаил Семенюк         | Беларусь    | Обладатель путёвки по итогам Чемпионата Европы  |
| 12 | GMI    | Александр Георгиев     | Россия      | Обладатель путёвки по итогам Чемпионата Европы  |
| 13 | GMI    | Мартейн ван Эйзендорн  | Нидерланды  | Обладатель путёвки по итогам Чемпионата Европы  |
| 14 | MI     | Йитсе Слюмп            | Нидерланды  | Обладатель путёвки по итогам Чемпионата Европы  |
| 15 | MI     | Николай Гермогенов     | Россия      | Обладатель путёвки по итогам Чемпионата Европы  |
| 16 | GMI    | Гунтис Валнерис        | Латвия      | Лучший по рейтингу                              |
| 17 | GMI    | Иван Трофимов          | Россия      | По результатам Кубка мира                       |
| 18 | GMI    | Ян Грунендейк          | Нидерланды  | Первый из запасных участников                   |
| 19 | MF     | Кпангни Жак Ака        | Кот-д’Ивуар | Место организаторов                             |
| 20 | CMF    | Ахмед Саного           | Кот-д’Ивуар | Место спонсоров                                 |

- GMI — международный гроссмейстер
- MI — международный мастер
- MF — мастер ФМЖД
- CMF — кандидат в мастера ФМЖД

Запасные
1. Александр Балякин  Нидерланды
2. Анатолий Гантварг  Беларусь
3. Александр Гетманский  Россия
4. Вадим Вирный  Германия
5. Юрий Аникеев  Украина

## Результаты
| Место | Участник               | Страна      | Звание | Рейтинг | 1 | 2 | 3 | 4 | 5 | 6 | 7 | 8 | 9 | 10 | 11 | 12 | 13 | 14 | 15 | 16 | 17 | 18 | 19 | 20 | Очки | выигр. | ничьи | пораж. |
| ----- | ---------------------- | ----------- | ------ | ------- | - | - | - | - | - | - | - | - | - | -- | -- | -- | -- | -- | -- | -- | -- | -- | -- | -- | ---- | ------ | ----- | ------ |
| 1     | Александр Георгиев     | Россия      | GMI    | 2418    |   | 1 | 1 | 1 | 1 | 1 | 2 | 2 | 1 | 2  | 1  | 2  | 2  | 1  | 2  | 1  | 1  | 2  | 2  | 2  | 28   | 9      | 10    | 0      |
| 2     | Пань Имин              | Китай       | GMI    | 2206    | 1 |   | 1 | 1 | 1 | 1 | 1 | 1 | 1 | 2  | 2  | 2  | 2  | 1  | 1  | 1  | 2  | 2  | 2  | 2  | 27   | 8      | 11    | 0      |
| 3     | Гунтис Валнерис        | Латвия      | GMI    | 2399    | 1 | 1 |   | 1 | 1 | 1 | 1 | 1 | 1 | 1  | 2  | 1  | 1  | 2  | 2  | 2  | 2  | 2  | 2  | 2  | 27   | 8      | 11    | 0      |
| 4     | Ян Грунендейк          | Нидерланды  | GMI    | 2376    | 1 | 1 | 1 |   | 1 | 1 | 1 | 2 | 1 | 1  | 2  | 1  | 1  | 1  | 1  | 1  | 2  | 2  | 2  | 2  | 25   | 6      | 13    | 0      |
| 5     | Александр Шварцман     | Россия      | GMI    | 2328    | 1 | 1 | 1 | 1 |   | 1 | 1 | 1 | 1 | 0  | 1  | 1  | 2  | 2  | 1  | 1  | 2  | 1  | 2  | 2  | 23   | 5      | 13    | 1      |
| 6     | Мартейн ван Эйзендорн  | Нидерланды  | GMI    | 2378    | 1 | 1 | 1 | 1 | 1 |   | 0 | 1 | 1 | 2  | 2  | 1  | 1  | 2  | 1  | 1  | 1  | 2  | 2  | 1  | 23   | 5      | 13    | 1      |
| 7     | Алексей Чижов          | Россия      | GMI    | 2389    | 0 | 1 | 1 | 1 | 1 | 2 |   | 1 | 1 | 1  | 1  | 2  | 1  | 1  | 1  | 2  | 2  | 1  | 1  | 1  | 22   | 4      | 14    | 1      |
| 8     | Жюль Атсе              | Кот-д’Ивуар | GMI    | 2370    | 0 | 1 | 1 | 0 | 1 | 1 | 1 |   | 1 | 2  | 1  | 1  | 0  | 2  | 1  | 1  | 1  | 2  | 2  | 2  | 21   | 5      | 11    | 3      |
| 9     | Йитсе Слюмп            | Нидерланды  | MI     | 2293    | 1 | 1 | 1 | 1 | 1 | 1 | 1 | 1 |   | 2  | 1  | 1  | 2  | 1  | 1  | 2  | 2  | 1  | 0  | 0  | 21   | 4      | 13    | 2      |
| 10    | Кассим Суаре           | Мали        | CMF    | 2230    | 0 | 0 | 1 | 1 | 2 | 0 | 1 | 0 | 0 |    | 1  | 1  | 1  | 2  | 2  | 1  | 2  | 2  | 1  | 1  | 19   | 5      | 9     | 5      |
| 11    | Аллан Силва            | Бразилия    | GMI    | 2322    | 1 | 0 | 0 | 0 | 1 | 0 | 1 | 1 | 1 | 1  |    | 0  | 2  | 1  | 1  | 2  | 2  | 1  | 1  | 2  | 18   | 4      | 10    | 5      |
| 12    | Ландри Нга             | Камерун     | MF     | 2296    | 0 | 0 | 1 | 1 | 1 | 1 | 0 | 1 | 1 | 1  | 2  |    | 1  | 1  | 1  | 2  | 0  | 1  | 1  | 2  | 18   | 3      | 12    | 4      |
| 13    | Иван Трофимов          | Россия      | GMI    | 2316    | 0 | 0 | 1 | 1 | 0 | 1 | 1 | 2 | 0 | 1  | 0  | 1  |    | 0  | 1  | 2  | 2  | 1  | 1  | 2  | 17   | 4      | 9     | 6      |
| 14    | Николай Гермогенов     | Россия      | MI     | 2312    | 1 | 1 | 0 | 1 | 0 | 0 | 1 | 0 | 1 | 0  | 1  | 1  | 2  |    | 1  | 1  | 1  | 1  | 2  | 1  | 16   | 2      | 12    | 5      |
| 15    | Михаил Семенюк         | Беларусь    | GMI    | 2274    | 0 | 1 | 0 | 1 | 1 | 1 | 1 | 1 | 1 | 0  | 1  | 1  | 1  | 1  |    | 1  | 1  | 0  | 1  | 2  | 16   | 1      | 14    | 4      |
| 16    | Н’Диага Самб           | Сенегал     | GMI    | 2323    | 1 | 1 | 0 | 1 | 1 | 1 | 0 | 1 | 0 | 1  | 0  | 0  | 0  | 1  | 1  |    | 0  | 2  | 1  | 2  | 14   | 2      | 10    | 7      |
| 17    | Цэрэнбямбын Отгонбилэг | Монголия    | MI     | 2174    | 1 | 0 | 0 | 0 | 0 | 1 | 0 | 1 | 0 | 0  | 0  | 2  | 0  | 1  | 1  | 2  |    | 1  | 2  | 0  | 12   | 3      | 6     | 10     |
| 18    | Гуно Бурлесон          | Суринам     | GMI    | 2272    | 0 | 0 | 0 | 0 | 1 | 0 | 1 | 0 | 1 | 0  | 1  | 1  | 1  | 1  | 2  | 0  | 1  |    | 1  | 1  | 12   | 1      | 10    | 8      |
| 19    | Кпангни Жак Ака        | Кот-д’Ивуар | MF     | 2247    | 0 | 0 | 0 | 0 | 0 | 0 | 1 | 0 | 2 | 1  | 1  | 1  | 1  | 0  | 1  | 1  | 0  | 1  |    | 1  | 11   | 1      | 9     | 9      |
| 20    | Ахмед Саного           | Кот-д’Ивуар | CMF    | 2196    | 0 | 0 | 0 | 0 | 0 | 1 | 1 | 0 | 2 | 1  | 0  | 0  | 0  | 1  | 0  | 0  | 2  | 1  | 1  |    | 10   | 2      | 6     | 11     |

```
* Пань Имин занял более высокое место по результату игры с занявшим 10-е место Кассим Суаре (Пань Имин выиграл, а Валнерис сыграл вничью)
* Александр Шварцман занял более высокое место по результату игры с занявшим 7-е место Алексеем Чижовым (Шварцман сыграл с ним вничью, а Мартейн ван Эйзендорн проиграл)
```

| Начало: 2019-09-15 в 13:30 UTC+0 Алексей Чижов — Кпангни Жак Ака 1—1 Александр Шварцман — Гунтис Валнерис 1—1 Александр Георгиев — Н’Диага Самб 1—1 Иван Трофимов — Цэрэнбямбын Отгонбилэг 2—0 Николай Гермогенов — Ландри Нга 1—1 Михаил Семенюк — Ян Грунендейк 1—1 Мартейн ван Эйзендорн — Йитсе Слюмп 1—1 Кассим Суаре — Ахмед Саного 1—1 Аллан Силва — Жюль Атсе 1—1 Пань Имин — Гуно Бурлесон 2—0 Начало: 2019-09-16 в 13:30 Кпангни Жак Ака — Гуно Бурлесон 1—1 Жюль Атсе — Пань Имин 1—1 Ахмед Саного — Аллан Силва 0—2 Йитсе Слюмп — Кассим Суаре 2—0 Ян Грунендейк — Мартейн ван Эйзендорн 1—1 Ландри Нга — Михаил Семенюк 1—1 Цэрэнбямбын Отгонбилэг — Николай Гермогенов 1—1 Н’Диага Самб — Иван Трофимов 0—2 Гунтис Валнерис — Александр Георгиев 1—1 Алексей Чижов — Александр Шварцман 1—1 Начало: 2019-09-17 в 13:30 Александр Шварцман — Кпангни Жак Ака 2—0 Александр Георгиев — Алексей Чижов 2—0 Иван Трофимов — Гунтис Валнерис 1—1 Николай Гермогенов — Н’Диага Самб 1—1 Михаил Семенюк — Цэрэнбямбын Отгонбилэг 1—1 Мартейн ван Эйзендорн — Ландри Нга 1—1 Кассим Суаре — Ян Грунендейк 1—1 Аллан Силва — Йитсе Слюмп 1—1 Пань Имин — Ахмед Саного 2—0 Гуно Бурлесон — Жюль Атсе 0—2 Начало: 2019-09-18 в 13:30 Кпангни Жак Ака — Жюль Атсе 0—2 Ахмед Саного — Гуно Бурлесон 1—1 Йитсе Слюмп — Пань Имин 1—1 Ян Грунендейк — Аллан Силва 2—0 Ландри Нга — Кассим Суаре 1—1 Цэрэнбямбын Отгонбилэг — Мартейн ван Эйзендорн 1—1 Н’Диага Самб — Михаил Семенюк 1—1 Гунтис Валнерис — Николай Гермогенов 2—0 Александр Шварцман — Александр Георгиев 1—1 Алексей Чижов — Иван Трофимов 1—1 Начало: 2019-09-18 в 09:30 Александр Георгиев — Кпангни Жак Ака 2—0 Иван Трофимов — Александр Шварцман 0—2 Николай Гермогенов — Алексей Чижов 1—1 Михаил Семенюк — Гунтис Валнерис 0—2 Мартейн ван Эйзендорн — Н’Диага Самб 1—1 Кассим Суаре — Цэрэнбямбын Отгонбилэг 2—0 Аллан Силва — Ландри Нга 0—2 Пань Имин — Ян Грунендейк 1—1 Гуно Бурлесон — Йитсе Слюмп 1—1 Жюль Атсе — Ахмед Саного 2—0 Начало: 2019-09-18 в 15:30 Кпангни Жак Ака — Ахмед Саного 1—1 Йитсе Слюмп — Жюль Атсе 1—1 Ян Грунендейк — Гуно Бурлесон 2—0 Ландри Нга — Пань Имин 0—2 Цэрэнбямбын Отгонбилэг — Аллан Силва 0—2 Н’Диага Самб — Кассим Суаре 1—1 Гунтис Валнерис — Мартейн ван Эйзендорн 1—1 Алексей Чижов — Михаил Семенюк 1—1 Александр Шварцман — Николай Гермогенов 2—0 Александр Георгиев — Иван Трофимов 2—0 Начало: 2019-09-21 в 13:30 Иван Трофимов — Кпангни Жак Ака 1—1 Николай Гермогенов — Александр Георгиев 1—1 Михаил Семенюк — Александр Шварцман 1—1 Мартейн ван Эйзендорн — Алексей Чижов 0—2 Кассим Суаре — Гунтис Валнерис 1—1 Аллан Силва — Н’Диага Самб 2—0 Пань Имин — Цэрэнбямбын Отгонбилэг 2—0 Гуно Бурлесон — Ландри Нга 1—1 Жюль Атсе — Ян Грунендейк 0—2 Ахмед Саного — Йитсе Слюмп 2—0 Начало: 2019-09-22 в 13:30 Кпангни Жак Ака — Йитсе Слюмп 2—0 Ян Грунендейк — Ахмед Саного 2—0 Ландри Нга — Жюль Атсе 1—1 Цэрэнбямбын Отгонбилэг — Гуно Бурлесон 1—1 Н’Диага Самб — Пань Имин 1—1 Гунтис Валнерис — Аллан Силва 2—0 Алексей Чижов — Кассим Суаре 1—1 Александр Шварцман — Мартейн ван Эйзендорн 1—1 Александр Георгиев — Михаил Семенюк 2—0 Иван Трофимов — Николай Гермогенов 0—2 Начало: 2019-09-23 в 13:30 Николай Гермогенов — Кпангни Жак Ака 2—0 Михаил Семенюк — Иван Трофимов 1—1 Мартейн ван Эйзендорн — Александр Георгиев 1—1 Кассим Суаре — Александр Шварцман 2—0 Аллан Силва — Алексей Чижов 1—1 Пань Имин — Гунтис Валнерис 1—1 Гуно Бурлесон — Н’Диага Самб 0—2 Жюль Атсе — Цэрэнбямбын Отгонбилэг 1—1 Ахмед Саного — Ландри Нга 0—2 Йитсе Слюмп — Ян Грунендейк 1—1 Начало: 2019-09-24 в 13:30 Кпангни Жак Ака — Ян Грунендейк 0—2 Ландри Нга — Йитсе Слюмп 1—1 Цэрэнбямбын Отгонбилэг — Ахмед Саного 0—2 Н’Диага Самб — Жюль Атсе 1—1 Гунтис Валнерис — Гуно Бурлесон 2—0 Алексей Чижов — Пань Имин 1—1 Александр Шварцман — Аллан Силва 1—1 Александр Георгиев — Кассим Суаре 2—0 Иван Трофимов — Мартейн ван Эйзендорн 1—1 Николай Гермогенов — Михаил Семенюк 1—1 | Начало: 2019-09-25 в 09:30 Михаил Семенюк — Кпангни Жак Ака 1—1 Мартейн ван Эйзендорн — Николай Гермогенов 2—0 Кассим Суаре — Иван Трофимов 1—1 Аллан Силва — Александр Георгиев 1—1 Пань Имин — Александр Шварцман 1—1 Гуно Бурлесон — Алексей Чижов 1—1 Жюль Атсе — Гунтис Валнерис 1—1 Ахмед Саного — Н’Диага Самб 0—2 Йитсе Слюмп — Цэрэнбямбын Отгонбилэг 2—0 Ян Грунендейк — Ландри Нга 1—1 Начало: 2019-09-25 в 15:30 Кпангни Жак Ака — Ландри Нга 1—1 Цэрэнбямбын Отгонбилэг — Ян Грунендейк 0—2 Н’Диага Самб — Йитсе Слюмп 0—2 Гунтис Валнерис — Ахмед Саного 2—0 Алексей Чижов — Жюль Атсе 1—1 Александр Шварцман — Гуно Бурлесон 1—1 Александр Георгиев — Пань Имин 1—1 Иван Трофимов — Аллан Силва 0—2 Николай Гермогенов — Кассим Суаре 0—2 Михаил Семенюк — Мартейн ван Эйзендорн 1—1 Начало: 2019-09-27 в 13:30 Мартейн ван Эйзендорн — Кпангни Жак Ака 2—0 Кассим Суаре — Михаил Семенюк 2—0 Аллан Силва — Николай Гермогенов 1—1 Пань Имин — Иван Трофимов 2—0 Гуно Бурлесон — Александр Георгиев 0—2 Жюль Атсе — Александр Шварцман 1—1 Ахмед Саного — Алексей Чижов 1—1 Йитсе Слюмп — Гунтис Валнерис 1—1 Ян Грунендейк — Н’Диага Самб 1—1 Ландри Нга — Цэрэнбямбын Отгонбилэг 0—2 Начало: 2019-09-28 в 13:30 Кпангни Жак Ака — Цэрэнбямбын Отгонбилэг 0—2 Н’Диага Самб — Ландри Нга 0—2 Гунтис Валнерис — Ян Грунендейк 1—1 Алексей Чижов — Йитсе Слюмп 1—1 Александр Шварцман — Ахмед Саного 2—0 Александр Георгиев — Жюль Атсе 2—0 Иван Трофимов — Гуно Бурлесон 1—1 Николай Гермогенов — Пань Имин 1—1 Михаил Семенюк — Аллан Силва 1—1 Мартейн ван Эйзендорн — Кассим Суаре 2—0 Начало: 2019-09-29 в 13:30 Кассим Суаре — Кпангни Жак Ака 1—1 Аллан Силва — Мартейн ван Эйзендорн 0—2 Пань Имин — Михаил Семенюк 1—1 Гуно Бурлесон — Николай Гермогенов 1—1 Жюль Атсе — Иван Трофимов 0—2 Ахмед Саного — Александр Георгиев 0—2 Йитсе Слюмп — Александр Шварцман 1—1 Ян Грунендейк — Алексей Чижов 1—1 Ландри Нга — Гунтис Валнерис 1—1 Цэрэнбямбын Отгонбилэг — Н’Диага Самб 2—0 Начало: 2019-09-30 в 13:30 Кпангни Жак Ака — Н’Диага Самб 1—1 Гунтис Валнерис — Цэрэнбямбын Отгонбилэг 2—0 Алексей Чижов — Ландри Нга 2—0 Александр Шварцман — Ян Грунендейк 1—1 Александр Георгиев — Йитсе Слюмп 1—1 Иван Трофимов — Ахмед Саного 2—0 Николай Гермогенов — Жюль Атсе 0—2 Михаил Семенюк — Гуно Бурлесон 0—2 Мартейн ван Эйзендорн — Пань Имин 1—1 Кассим Суаре — Аллан Силва 1—1 Начало: 2019-10-01 в 13:30 Аллан Силва — Кпангни Жак Ака 1—1 Пань Имин — Кассим Суаре 2—0 Гуно Бурлесон — Мартейн ван Эйзендорн 0—2 Жюль Атсе — Михаил Семенюк 1—1 Ахмед Саного — Николай Гермогенов 1—1 Йитсе Слюмп — Иван Трофимов 2—0 Ян Грунендейк — Александр Георгиев 1—1 Ландри Нга — Александр Шварцман 1—1 Цэрэнбямбын Отгонбилэг — Алексей Чижов 0—2 Н’Диага Самб — Гунтис Валнерис 0—2 Начало: 2019-10-02 в 13:30 Кпангни Жак Ака — Гунтис Валнерис 0—2 Алексей Чижов — Н’Диага Самб 2—0 Александр Шварцман — Цэрэнбямбын Отгонбилэг 2—0 Александр Георгиев — Ландри Нга 2—0 Иван Трофимов — Ян Грунендейк 1—1 Николай Гермогенов — Йитсе Слюмп 1—1 Михаил Семенюк — Ахмед Саного 2—0 Мартейн ван Эйзендорн — Жюль Атсе 1—1 Кассим Суаре — Гуно Бурлесон 2—0 Аллан Силва — Пань Имин 0—2 Начало: 2019-10-03 в 09:30 Пань Имин — Кпангни Жак Ака 2—0 Гуно Бурлесон — Аллан Силва 1—1 Жюль Атсе — Кассим Суаре 2—0 Ахмед Саного — Мартейн ван Эйзендорн 1—1 Йитсе Слюмп — Михаил Семенюк 1—1 Ян Грунендейк — Николай Гермогенов 1—1 Ландри Нга — Иван Трофимов 1—1 Цэрэнбямбын Отгонбилэг — Александр Георгиев 1—1 Н’Диага Самб — Александр Шварцман 1—1 Гунтис Валнерис — Алексей Чижов 1—1 |